# Estación de Massanet-Massanas
Massanet-Massanas antes llamada Riera de Santa Coloma y también Empalme (en catalán y según Adif Maçanet-Massanes) es una estación ferroviaria situada en el municipio español de Massanet de la Selva, en la provincia de Gerona, comunidad autónoma de Cataluña. Dispone de servicios de Media Distancia. Además, forma parte de las líneas R1 y R2 de Cercanías Barcelona.

## Situación ferroviaria
Punto de unión de dos trazados ferroviarios nacidos de Barcelona uno por la costa y otro por el interior, de ahí su antiguo nombre de Empalme la estación se encuentra en el punto kilométrico 69,3 de la línea férrea Barcelona-Cerbère y en el punto kilométrico 75,1 del trazado Barcelona-Empalme por Mataró prolongación de la primera línea de ferrocarril construida en España. Unidas ambas líneas en Massanet se convierte en kilómetro cero del trazado hacia Cerbère en la sección Massanet Cerbère. El tramo es de vía doble y está electrificado.

## Historia
La estación fue inaugurada el 27 de agosto de 1860 con la puesta en marcha del tramo Granollers - Empalme (situado en Massanet) siendo este último punto el lugar en el que se unieron el trazado por el interior por Granollers con el trazado por la costa que prolongaba la línea Barcelona-Mataró. Las obras y explotación inicial corrieron a cargo de la Compañía de los Caminos de Hierro de Barcelona a Granollers también llamada Compañía de los Caminos de Hierro del Norte de Barcelona. Varias fusiones y uniones empresariales tan habituales en el ferrocarril de finales del siglo XIX hicieron que la estación pasara por diferentes manos hasta recalar en TBF en 1875 que aglutinó varias de las pequeñas compañías de la época que operaban en la zona de Cataluña. En 1889, TBF acordó fusionarse con la poderosa MZA, dicha fusión se mantuvo hasta que en 1941 la nacionalización del ferrocarril en España supuso la desaparición de todas las compañías privadas existentes y la creación de RENFE. 
Desde el 31 de diciembre de 2004 Renfe Operadora explota la línea mientras que Adif es la titular de las instalaciones ferroviarias.

## La estación

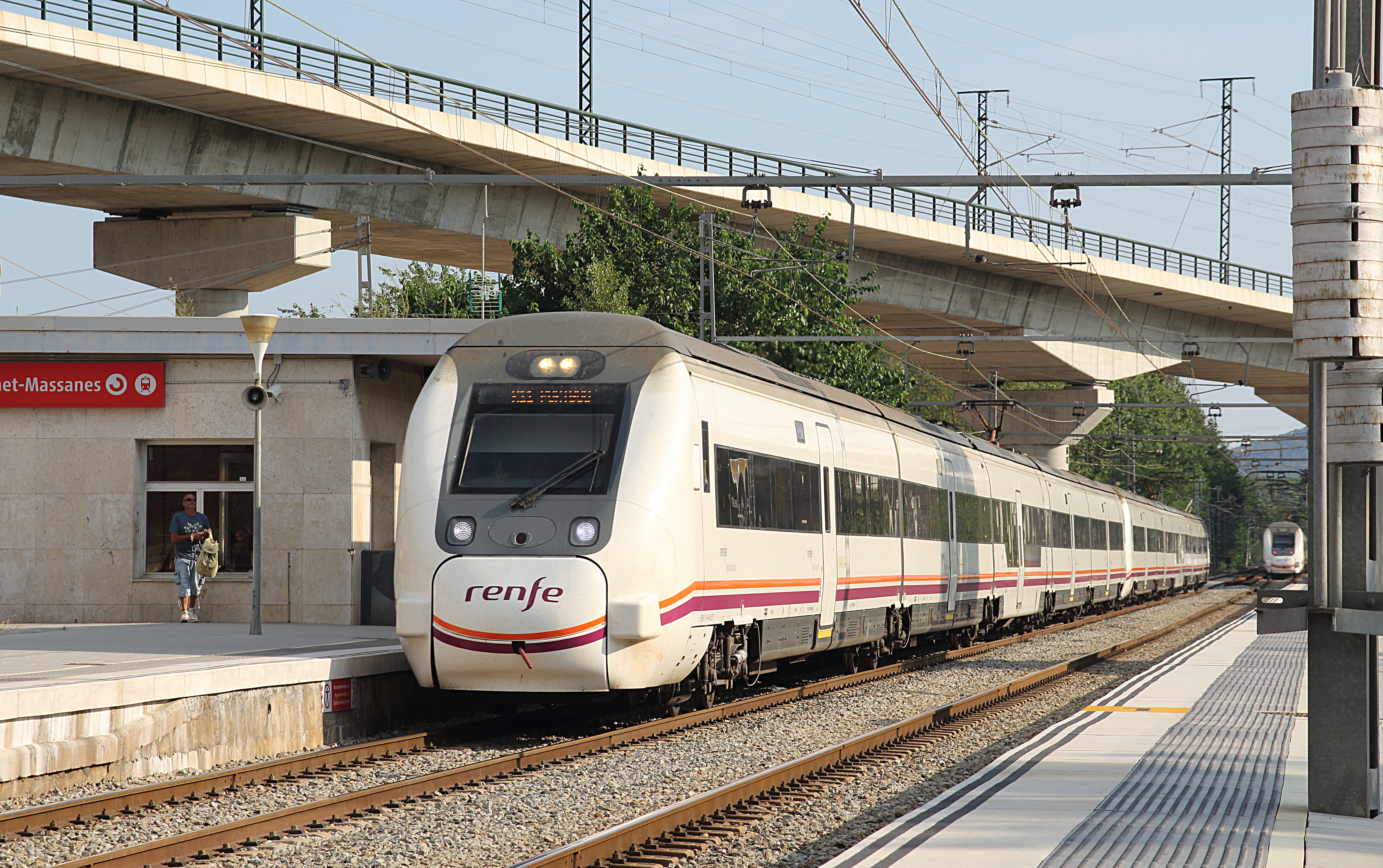
Un automotor eléctrico de la serie 449 de Renfe Operadora pasando por la estación de Massanet-Massanas.

El edificio para viajeros es una estructura de base rectangular y planta baja que no se corresponde con el edificio original. Este se sitúa en medio de una playa de vías, en forma de Y que viene marcada por el hecho de que se unan dos trazados ferroviarios en el lugar. El trazado que transcurre por el interior de Cataluña posee cuatro vías y dos andenes, igualmente y de forma totalmente simétrica el trazado por la costa da lugar a cuatro vías y a dos andenes. Debido a ese esquema, uno de los andenes es compartido por ambas líneas. Hay además una vía muerta y un viaducto que cruza las vías y que se corresponde con el nuevo trazado de alta velocidad entre Francia y España.

## Servicios ferroviarios

### Media Distancia
El tráfico de Media Distancia que posee la estación es especialmente significativo en la medida en que todas las relaciones existentes que salen de Barcelona con destino a Gerona, Figueras, Portbou y Cerbère y viceversa tienen parada en Massanet-Massanas. 
| Línea MD | Trenes      | Origen/Destino |  | Destino/Origen                  | Equivalente Rodalies de Catalunya |
| -------- | ----------- | -------------- |  | ------------------------------- | --------------------------------- |
| 33       | MD Regional | Barcelona      |  | Gerona Figueras Portbou Cerbère |                                   |

### Cercanías
Forma parte de las líneas R1 y R2 norte de Cercanías Barcelona operadas por Renfe, siendo el terminal este de ambas y la línea RG1 de Cercanías de Gerona.
| << cabecera                    | < estación | línea | estación | cabecera >>       |
| ------------------------------ | ---------- | ----- | -------- | ----------------- |
| Rodalies de Catalunya de Renfe |            |       |          |                   |
| Hospitalet                     | Tordera    |       | terminal | terminal          |
| Aeropuerto                     | Hostalrich |       | terminal | terminal          |
| Hospitalet                     | Tordera    |       | Sils     | Figueras Port-Bou |